# Cleidogona mixteca
Cleidogona mixteca är en mångfotingart som beskrevs av Shear 1972. Cleidogona mixteca ingår i släktet Cleidogona och familjen Cleidogonidae. Inga underarter finns listade i Catalogue of Life.